# Vlag van Salvador

7:10 De vlag van Salvador

De vlag van Salvador is op 7 augustus 2006 aangenomen als de gemeentelijke vlag van de Braziliaanse stad Salvador in de staat Bahia.

## Beschrijving
De vlag heeft een verhouding van 7:10 en is blauw van kleur met daarop een witte (vredes)duif. De duif heeft omhooggestoken uitgespreide vleugels en de poten naar voren gestoken. De vlag is hiermee gelijk aan het wapen van de stad.

## Symboliek
De duif staat in de vlag symbool voor vrijheid en hoop, gelijk aan de duif bij de Ark van Noach.